# Křesťansko-sociální platforma SOCDEM
Křesťansko-sociální platforma SOCDEM je platforma a iniciativa v rámci české Sociální demokracie sdružující křesťanskosociálně a nábožensky orientované příznivce levice, členy i nečleny strany, "kteří kladou důraz na ukotvení sociálnědemokratických snah v oblasti, jež přesahuje materiální zájmy každodenního života." Vznikla z potřeby navázat dialog křesťansky smýšlejících lidí s politickou levicí. Představitelé vycházejí z toho, že křesťanství má ideově blíže k levici, přestože mnoho křesťanů v politické oblasti nejen v českém prostředí tíhla k pravicovým křesťanskodemokratickým stranám (v Německu CDU, v Česku KDU-ČSL nebo dříve KDS. Platforma se hlásí k myšlenkám křesťanského socialismu. Její členové jsou katolického i evangelického vyznání nebo i ateisté uznávající křesťanské hodnoty. Předseda KDU-ČSL Cyril Svoboda označil v roce 2009 vznik platformy za "předvolební zbožnost" strany založené na sekularismu. Předseda sociálních demokratů a člen platformy Bohuslav Sobotka na to reagoval prohlášením: "Já věřím, že tato platforma v sociální demokracii bude působit ještě v době, kdy pan Cyril Svoboda už nebude v politice a nebude předsedou KDU-ČSL." Což se také stalo, nicméně KDU-ČSL je oproti sociální demokracii sněmovní stranou.

## Signatáři a významní členové platformy
Mezi signatáře se zařadili vedle významných sociálně-demokratických politiků (Bohuslav Sobotka, František Bublan) také Anna Šabatová, bývalá zástupkyně ombudsmana, filozof Karel Floss, vysokoškolský pedagog a bývalý politik Miloslav Kučera nebo bývalý katolický teolog, v současnosti religionista a publicista Ivan Štampach. Prvním koordinátorem platformy byl vysokoškolský pedagog Jan Černý, který je evangelického vyznání, v současnosti činnost platformy koordinuje podnikatel Jiří Vyleťal.

## Program
Platforma chce ve své činnosti:
- Ve veřejné diskusi vyzdvihovat z tohoto dědictví myšlenky, zkušenosti a postoje, které mohou obohatit ideje a hodnoty současné politické levice.
- Poměřovat ekonomický a politický život společnosti mravní zásadou, že člověk je cílem, nikoliv prostředkem.
- Přispívat k vzájemnému respektu, toleranci a výraznější spolupráci mezi ateisty, lidmi nábožensky nevyhraněnými a věřícími, stejně jako mezi lidmi různých náboženských přesvědčení.[1]

## Činnost platformy
Platforma pořádá semináře a konference pro veřejnost na nejrůznější témata, především ta, která se vážou ke křesťanství, sociální politice a podobným společenským tématům. Během své činnosti učinila rovněž několik prohlášení k aktuálním událostem. Např. se distancovali od prohlášení biskupů na zasedání České biskupské konference (21. 2. 2011) nebo poskytnutí finanční podpory sdružení Antimešita Radou Královéhradeckého kraje (11. 8. 2011). Vyjádřila se také k policejním zásahům v Novém Bydžově a v Krupce (14. 4. 2011) nebo k rozpadu Liberecké koalice v čele s Janem Korytářem (2. 5. 2011). Její prohlášení mnohdy nekopírují oficiální stanoviska zejména regionálních a místních organizací Sociální demokracie.